# Dress You Up
Dress You Up è una canzone della cantante statunitense Madonna, contenuta nel suo secondo album in studio Like a Virgin. La canzone è stata distribuita il 31 luglio 1985, come quarto e ultimo singolo estratto dall'album Like a Virgin. La canzone fu l'ultima ad essere stata inserita nell'album, perché fu presentata in ritardo dai compositori Andrea LaRusso e Peggy Stanziale. Madonna insistette molto per l'inclusione della canzone nel disco, in quanto a lei piaceva particolarmente il testo. Dal punto di vista musicale, la canzone è un tipico brano di musica dance, guidato dal suono delle percussioni, da un assolo di chitarra, suonata da Nile Rodgers, e dalle voci del coro. Il testo della canzone è una estesa metafora sulla moda e il sesso; la canzone infatti compara il vestire con la passione. Una versione live della canzone fu usata come video musicale per la canzone.
I critici accolsero positivamente la canzone, che divenne la sesta canzone a raggiungere la top-five negli Stati Uniti. Raggiunse la top-ten in Australia, Belgio, Canada, Irlanda, Nuova Zelanda e Regno Unito.
La canzone fu inserita in quattro tour della cantante, il più recente dei quali è il Rebel Heart Tour (2015-2016). Dress You Up fu aggiunta alla lista della Parents Music Resource Center, per via della natura sessuale del suo testo.

## Descrizione
Dress You Up fu l'ultima canzone ad essere inserita nel secondo album in studio di Madonna, Like a Virgin. Inizialmente, Nile Rodgers aveva chiesto ai compositori Andrea LaRusso e Peggy Stanziale di scrivere una canzone per Madonna, che seguisse lo stile degli Chic. Tuttavia, il processo di composizione durò a lungo, in quanto i due compositori erano impegnati con altri progetti. Quando Andrea LaRusso e Peggy Stanziale consegnarono a Rodgers il testo della canzone, quest'ultimo le rifiutò perché non c'era tempo per comporre una melodia e registrare la canzone per l'album. Tuttavia, a Madonna piacque il testo della canzone e riuscì a convincere Rodgers ad aggiungerla nel disco Like a Virgin.
Musicalmente, Dress You Up è una canzone dance pop, che consiste in un verso di due accordi. Le voci del coro accompagnano il ritornello con una progressione di quattro accordi e una singola nota di chitarra, suonata da Rodgers. Il ponte consiste di un assolo di chitarra elettrica. Verso la fine della canzone, le percussioni passano in secondo piano, mentre la chiave aumenta.
Secondo la partitura pubblicata su Musicnotes.com da Alfred Publishing, la canzone è composta in 4/4 con un ritmo moderato di 100 battiti al minuto ed è in chiave di la minore.
Il registro di Madonna va da si bemolle al fa minore.
Il testo della canzone è un'estesa metafora sulla moda e sul sesso, che paragona il vestirsi con la passione. Madonna canta degli abiti con i quali vorrebbe vestire il suo uomo per poter toccare, con le sue mani, il suo corpo. Secondo Rikky Rooksby, autore del libro Madonna: The Complete Guide To Her Music, il verso «I'll create a look that's made for you» (in italiano: «creerò un'immagine fatta apposta per te»), si è convertito in un sinonimo della re-invenzione della propria immagine, che Madonna ha attuato durante la sua carriera.
La canzone non fu inclusa nella raccolta The Immaculate Collection (1990), ma fu inclusa nella raccolta Celebration (2009). Per il video della canzone, fu utilizzata la versione dal vivo, registrata durante la tappa di Detroit del Virgin Tour

## Il videoclip
Per il video della canzone è stata utilizzata un'esibizione tratta dal Virgin Tour.

## Accoglienza
Dopo il suo lancio, Dress You Up ha ricevuto pareri generalmente positivi. Nancy Erlick della rivista Billboard, affermò che la canzone rifletteva «[Madonna] la modella pin-up delle riviste; piccante e ansiosa apposta per piacere». Alex Henderson di AllMusic ha dichiarato: «Il dono di fare musica elegante e seduttiva (del produttore) Rodger sono evidenti in gemme come Dress You Up». Stephen Thomas Erlewine, della stessa rivista, descrisse la canzone come «un grande canzone di dance-pop standard». Santiago Fouz-Hernández e Freya Jarman-Ivens, autori di Madonna's Drowned Worlds: New Approaches To Her Cultural Transformations, commentarono che Madonna interpreta la canzone come una «gattina sexy» Sal Cinquemani di Slant Magazine la definì «irresistibile».
Debby Miller di Rolling Stone disse che «malgrado la voce da bambina, c'è un indizio di ambizione che la rende l'ultima Betty Boop». In una recensione dell'album, nel 1995, Dave Karger di Entertainment Weekly affermò che la canzone è un po' ripetitiva e immatura.
Jim Farber affermò che «la canzone fu scritta per l'era Dynasty». L'autore J. Randy Taraborrelli affermò nel suo libro Madonna: An Intimate Biography che il disco Like a Virgin «provoca con canzoni come Dress You Up, Material Girl, Angel e con la canzone che dà il titolo all'album».

## Esecuzioni dal vivo
Madonna ha eseguito Dress You Up in quattro dei suoi tour mondiali: The Virgin Tour nel 1985, il Who's That Girl Tour nel 1987, nello Sticky & Sweet Tour e nel Rebel Heart Tour nel 2015-16.

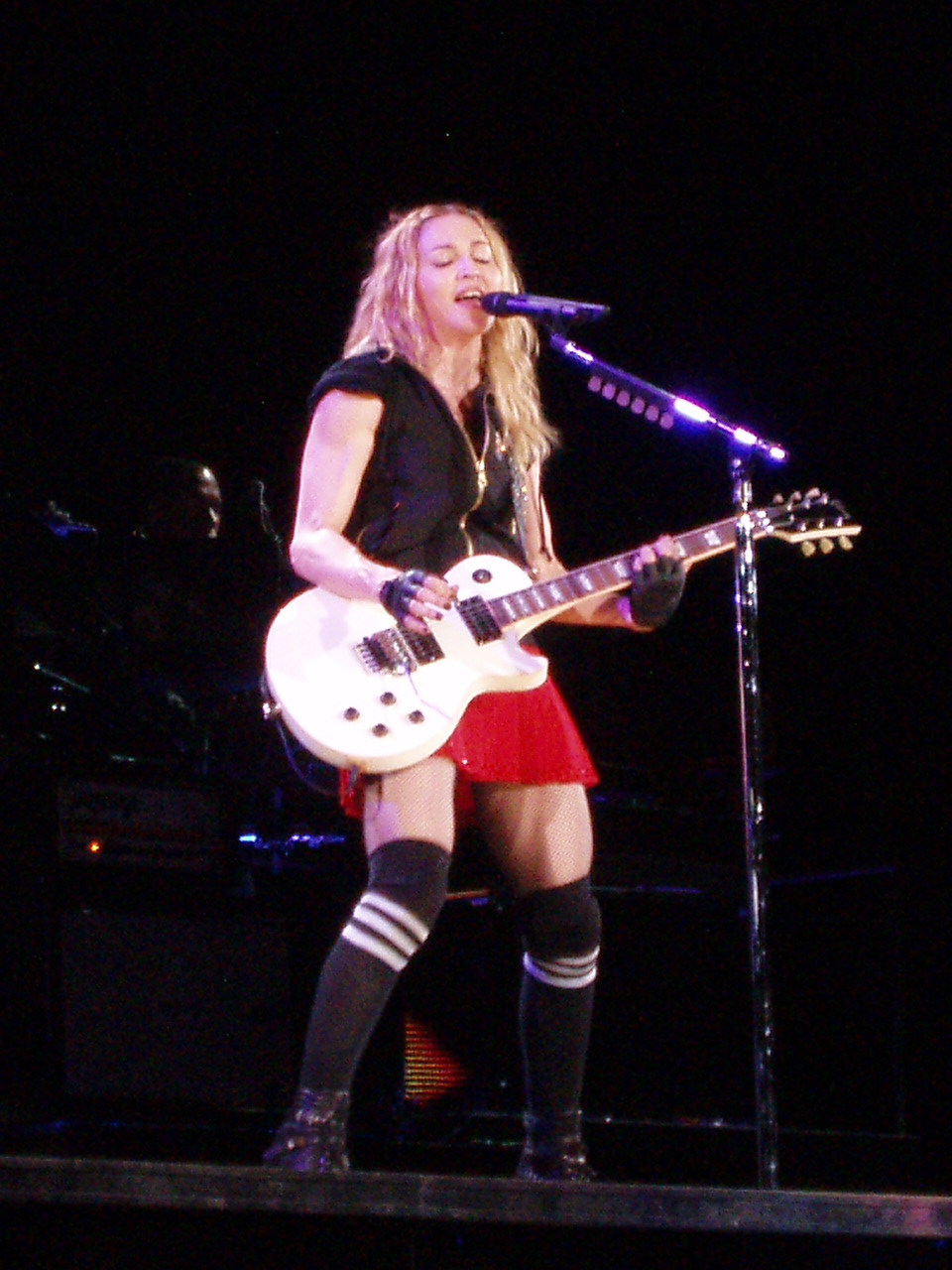
Madonna mentre canta Dress You Up durante lo Sticky & Sweet Tour

Nel Virgin Tour, Dress You Up era il brano di apertura del concerto. All'inizio della canzone, Madonna appariva in cima ad una scala, realizzava varie pose prima di indirizzarsi verso il palco principale e avviare l'interpretazione del tema. Madonna indossava un reggiseno nero sotto un top blu, una gonna verde, calze di pizzo e una giacca colorata. Madonna portava al collo e alle orecchie diversi crocifissi. L'esibizione è contenuta nell'edizione VHS Madonna Live: The Virgin Tour.
Durante il Who's That Girl Tour del 1987, Madonna ha eseguito Dress You Up in un medley con Material Girl e Like a Virgin. Indossava un costume elaborato, ispirato da Dame Edna Everage, che consisteva in un cappello decorato con frutta di plastica, fiori e piume, un paio di occhiali giganti, gonna con volant e camicia ricoperta con oggetti come orologi, bambole e ganci. Esistono due registrazioni della performance della canzone: Il Who's That Girl Tour: Live in Giappone, filmato a Tokyo, Giappone, Il 22 giugno 1987, e Ciao Italia: Live from Italy, girato a Torino, in Italia, il 4 settembre 1987.
Nel 2008, Madonna ha eseguito il primo verso e il coro della canzone durante la sezione di richiesta nello Sticky & Sweet Tour. La canzone è stata eseguita a Chicago, Los Angeles, Philadelphia, Rio de Janeiro, Toronto, Valencia e Vienna. Infine Madonna ha aggiunto Dress You Up durante la ripresa dello Sticky & Sweet Tour nel 2009, in sostituzione della versione rock di Borderline.
La canzone è stata infine inserita nella setlist del Rebel Heart Tour, eseguita in un medley di flamenco con Into Groove, Everybody e Lucky Star. Durante la sequenza, la cantante indossava un vestito ispirato alla cultura gitana.

## Tracce
US 7"
1. Dress You Up – 3:58
2. Shoo-Bee-Doo (LP Version) – 5:14

CAN 7" single
1. Dress You Up (remix/edit) – 3:45
2. Shoo-Bee-Doo (LP version) – 5:14

US 12"
1. Dress You Up (The 12" Formal Mix) – 6:15
2. Dress You Up (The Casual Instrumental Mix) – 4:36
3. Shoo-Bee-Doo (LP Version) – 5:14

JPN 7"
1. Dress You Up (The 12" Formal Mix) – 6:15
2. Shoo-Bee-Doo – 5:14
3. Ain't No Big Deal – 4:17
4. Dress You Up (The Casual Instrumental Mix) – 4:36

UK 7"
1. Dress You Up – 3:58
2. I Know It – 3:45

UK 12"
1. Dress You Up (The 12" Formal Mix) – 6:15
2. Dress You Up (The Casual Instrumental Mix) – 4:36
3. I Know It – 3:45

## Successo commerciale
Il 17 di agosto del 1985, Dress You Up debuttó alla posizione trentasei della classifica Billboard Hot 100. Dopo sette settimane, raggiunse il quinto posto su quella classifica, rendendola il sesto singolo consecutivo di Madonna a raggiungere le prime cinque posizioni. Raggiunse inoltre la posizione trentaquattro della Hot Adult Contemporary Tracks, la terza del Hot Dance Music/Club Play y la sessantaquattresima del Hot R&B/Hip-Hop Songsi. Nella classifica di fine anno 1985, la canzone compare alla 94ª posizione, facendo divenire Madonna l'artista pop con più vendite in quell'anno. In Canada, la canzone ha debuttato alla posizione numero novanta. Nel Regno Unito, Dress You Up venne pubblicato il 7 dicembre 1985 e debuttò al dodicesimo posto della classifica ufficiale del Regno Unito; otto giorni dopo, raggiunse il quinto posto.

## Classifiche
| Classifica (1985) | Posizione massima |
| ----------------- | ----------------- |
| Australia         | 5                 |
| Belgio            | 4                 |
| Canada            | 10                |
| Paesi Bassi       | 7                 |
| Francia           | 18                |
| Germania          | 26                |
| Irlanda           | 3                 |
| Italia            | 16                |
| Nuova Zelanda     | 7                 |
| Spagna            | 11                |
| Svizzera          | 20                |
| Regno Unito       | 5                 |
| Stati Uniti       | 5                 |

### Classifiche di fine anno
| Classifica (1985) | Posizione |
| ----------------- | --------- |
| Belgio            | 64        |
| Stati Uniti       | 98        |